# Finger Eleven
I Finger Eleven sono un gruppo musicale canadese alternative rock, formatosi nel 1990.
I componenti del gruppo sono Scott Anderson, James Black, Rick Jackett, Sean Anderson e Rich Beddoe. Scott Anderson ha cominciato a comporre all'età di 16 anni e ha formato i Finger Eleven.
Nel 2000 con l'uscita di The Greyest of Blue Skies cominciano a farsi conoscere anche oltre i confini canadesi e con l’album Them vs. You vs. Me, uscito nel 2007, hanno avuto un grande successo, soprattutto con il singolo Paralyzer (2007). Dal 2002 al 2008, il wrestler della WWE Kane ha usato la loro canzone Slow Chemical come musica d'ingresso.

## Formazione

### Formazione attuale
- Scott Anderson – voce (1989–presente)
- James Black – chitarra solista, cori (1989–presente)
- Rick Jackett – chitarra ritmica (1989–presente)
- Sean Anderson – basso (1989–presente)

### Ex componenti
- Rob Gommerman – batteria, percussioni (1989–1998)
- Rich Beddoe – batteria, percussioni (1998–2013)

## Discografia
- 1995 – Letters from Chutney
- 1997 – Tip
- 2000 – The Greyest of Blue Skies
- 2003 – Finger Eleven
- 2007 – Them vs. You vs. Me
- 2010 – Life Turns Electric
- 2015 – Five Crooked Lines